# Еленія сірогорла
Еле́нія сірогорла (Elaenia ridleyana) — вид горобцеподібних птахів родини тиранових (Tyrannidae). Ендемік Бразилії. Вид названий на честь англійського ботаніка і натураліста Генрі Ніколаса Рідлі, який зібрав зразок птаха під час експедиції у 1887 році.

## Опис
Довжина птаха становить 17 см. Виду не притаманний статевий диморфізм.  Верхня частина тіла переважно сірувато-оливкова. Голова коричнювато оливова, на тімені помітний чуб. Крила і хвіст темні, на крилах три білі смужки. Горло сірувате, груди темно-оливково-сірі, живіт і гузка жовтуваті. Очі темно-карі. Дзьоб чорнуватий, знизу біля основи світло-тілесний. Лапи чорні. Вокалізація включає короткі гучні крики "тіу-тіу-тіу" і монотонні посвисти. Загалом сірогорі еленії є досить подібними до сіроволої еленії, однак відрізняється від неї меншими розмірами, довшим дзьобом і коротшим хвостом.

## Поширення і екологія
Сіроголі еленії є ендеміками невеликого архіпелагу Фернанду-ді-Норонья, що знаходиться у східних берегів Бразилії. Таким чином, сірогорлі еленії поширені найсхідніше за усіх інших представників родини тиранових. Ареал їх поширення є невеликим, його загальна площа становить 18 км². Сірогорлі еленії живуть в сухих і вологих тропічних лісах і чагарникових заростях та в садах. Живляться комахами і дрібними плодами, зокрема плодами ендемічного фікуса Ficus noronhae. сезон розмноження, імовірно, триває з лютого по травень. Гніздо робиться з вусиків Cucurbitaceae та гілочок і розміщується серед голих гілок на деревах Sapium, Erythrina або Anacardium.

## Збереження
МСОП класифікує цей вид як вразливий. За оцінками дослідників, популяція сірогорлих еленій становить приблизно 750 птахів. Їм загрожує знищення природного середовища.